# Collegio di Spen Valley
Spen Valley è un collegio elettorale inglese della Camera dei comuni del Parlamento del Regno Unito, situato nel West Yorkshire, nella regione dello Yorkshire e Humber. Elegge un membro del Parlamento con il sistema maggioritario a turno unico. Il rappresentante del collegio dal 2024 è la laburista Kim Leadbeater.

## Estensione
- 1885-1918: le parrocchie della divisione sessionale di Dewsbury di Gomersal, Heckmondwike e Liversedge e le parrocchie di Cleckheaton, Clifton, Hartshead e Wyke;
- 1918-1950: i distretti urbani di Birkenshaw, Birstall, Drighlington, Gildersome, Heckmondwike, Hunsworth, Kirkheaton, Lepton, Mirfield, Spenborough e Whitley Upper;
- dal 2024: i ward della borgo di Kirklees di Birstall and Birkenshaw; Cleckheaton; Dalton (polling district DA06); Heckmondwike; Liversedge and Gomersal e Mirfield.[1]

## Membri del Parlamento
| Elezione | Elezione         | Deputato                | Partito            |
| -------- | ---------------- | ----------------------- | ------------------ |
|          | 1885             | Joseph Woodhead         | Liberale           |
| 1892     | Thomas Whittaker |                         | Liberale           |
|          | 1919 (S)         | Tom Myers               | Laburista          |
|          | 1922             | John Allsebrook Simon   | Liberale           |
|          | 1931             | John Allsebrook Simon   | Liberale Nazionale |
| 1940 (S) | William Woolley  |                         | Liberale Nazionale |
|          | 1945             | Granville Maynard Sharp | Laburista          |
|          | 1950             | Collegio abolito        | Collegio abolito   |
|          | 2024             | Collegio ri-creato      | Collegio ri-creato |
|          | 2024             | Kim Leadbeater          | Laburista          |

## Risultati elettorali

### Elezioni negli anni 2020
| Partito                    | Partito                                      | Candidato                  | Risultati 4 luglio 2024 | Risultati 4 luglio 2024 |
| Partito                    | Partito                                      | Candidato                  | Voti                    | %                       |
| -------------------------- | -------------------------------------------- | -------------------------- | ----------------------- | ----------------------- |
|                            | Laburista                                    | Kim Leadbeater             | 16 076                  | 39,15                   |
|                            | Reform UK                                    | Sarah Wood                 | 9 888                   | 24,08                   |
|                            | Conservatore                                 | Laura Evans                | 9 859                   | 24,01                   |
|                            | Verdi                                        | Martin Price               | 2 284                   | 5,56                    |
|                            | Indipendente                                 | Javed Bashir               | 1 526                   | 3,72                    |
|                            | Lib Dem                                      | Alison Brelsford           | 1 425                   | 3,47                    |
|                            |                                              |                            |                         |                         |
| Iscritti                   | Iscritti                                     | Iscritti                   | 72 642                  | 100,00                  |
| ↳ Votanti (% su iscritti)  | ↳ Votanti (% su iscritti)                    | ↳ Votanti (% su iscritti)  | 41 058                  | 56,52                   |
| ↳ Astenuti (% su iscritti) | ↳ Astenuti (% su iscritti)                   | ↳ Astenuti (% su iscritti) | 31 584                  | 43,48                   |
|                            |                                              |                            |                         |                         |
|                            | Esito: collegio a Laburista (nuovo collegio) |                            |                         |                         |